# Ștanță plană
Ștanța este forma care taie metal, plastic, carton sau hârtie prin utilizarea unor mașini de ștanțat.
Ștanțele plane sau tipografice sunt speciale pentru industria cartonului și a hârtiei.

## Cum este realizată o ștanță?
Se folosește un placaj de mesteacăn, plop ș.a.m.d. Acest placaj este tăiat prin tehnologie laser cnc, la începuturi era tăiat la traforaj la mână. Apoi pe acest placaj se introduce un cuțit special care este îndoit de către o mașină automată sau manuală. Pentru îndoiturile cartonului se utilizează biguri, iar pentru a nu rămâne cartonul printre cuțite există cauciuc extractor special care aruncă cartonul de pe stanță după ce acesta a fost tăiat.

## Cum funcționează laserul CNC?
Pentru a putea tăia în placaj ai nevoie de mai multă putere, mai mulți Wati. Prin urmare ai nevoie de un laser de 200W GSI (Anglia) sau unul de 400W chinezesc. Prețul pentru un astfel de utilaj este pe măsură. Utilajul transmite o undă laser destul de puternică pentru a tăia în diferite materiale (de la hârtie pana la 2mm in metal la aceasta putere) sau pentru gravură.  Tăietura este dintr-un capăt în altul al placajului pe grosime și este o tăietură dreaptă ce ajută în procesul de fabricare a cutiei de carton sau hârtie. 
Acest laser este controlat din calculator printr-un program special ce acceptă extensii gen .dxf,.ai, ș.a.m.d. Prin urmare desenul cutiei se realizează în programe că AutoCAD,CorelDRAW, Cimpack, și alte programe speciale pentru desen tehnic.

## Cum funcționează mașina de îndoit cuțite?
Acesta mașină functioneaza in baza tehnologiei CNC/comanda numerica computerizata,  deoarece este controlată de un computer. Desenul tehnic pentru ștanța este trimis în programul acestei mașini care realizează îndoirea cuțitului. Mașina are motor pas cu pas ce primește comenzile calculatorului și le execută.

## Materiale folosite
- Placaj mesteacăn, plop ș.a.m.d. in diferite grosimi (4mm-18mm-22mm);
- Cuțit special cu varf normal, varf lung, perfor,zipper, etc;
- Big special;
- Preducele de dimensiuni cuprinse intre D2-D6;
- Contrabiguri;
- Cauciuc extractor de mai multe duritati.